# РД-36-51
РД-36-51 — серія одновальних авіаційних турбореактивних двигунів.
Розроблений в ОКБ-36 П.А. Колесова. Двигун вироблявся на Рибінському моторобудівному заводі. Версія двигуна РД-36-51А була розроблена для пасажирського надзвукового літака Ту-144Д.

## Історія створення

### Програма Ту-144
Роботи по альтернативному двигуну типу РД-36-51 для Ту-144 почалися в 1964 році завдяки рішенню ВПК № 362 від 22 жовтня 1967. 18 грудня 1968 року ВПК приймає рішення про розробку серійного варіанту Ту-144 з двигуном РД-36-51. 4 червня 1969 ВПК при Раді Міністрів СРСР приймає рішення № 131 по літаку Ту-144 з двигунами РД-36-51.
Дальність польоту при злітній масі 150 тонн з 150 пасажирами становила 4500 км, а з 120 пасажирами і при злітній масі 180 тонн — 6500 км. Варіант Ту-144 з новими двигунами отримує позначення Ту-144Д («004Д»). До середини 70-х років РД-36-51А стає реальністю, Колесовське ОКБ зуміло підготувати для випробувань на Ту-144 перші двигуни РД-36-51А з злітною тягою 20000 кгс, крейсерською тягою 5100 кгс і питомою витратою палива на крейсерському надзвуковому режимі 1,26 кг/кгс*год, на другому етапі передбачалося довести злітну тягу до 21000 кгс і крейсерську питому витрату палива до 1,23 кг/кгс*год (на перспективу йшлося про 23000-24000 кгс на злітному режимі і 5400 кгс на крейсерському.).

### Програма М-17
Спрощена модифікація з нерухомим соплом для висотного літака Мясищев М-17 Геофізика отримала позначенням РД-36-51В. Двигун розвиває тягу в 68,6 кН (7000 кгс).
Двигун РД-36-51А пройшов всі державні стендові і льотні (на літаку Ту-144Д) випробування в 1973—1975 рр. Для надвисотного літака М-17 «Стратосфера» створений одновальний ТРД РД-36-51В, що є модифікацією двигуна РД-36-51А з нерегульованим соплом і подачею кисню в камеру згоряння.
Двигун забезпечує тривалу роботу на висоті 26000 м при малій швидкості польоту (М=0,6)з питомою витратою палива 0,88 кг/кгс.год. РД-36-51А/В випущені невеликою серією (близько 50 штук).

## Експлуатація
Першим літаком Ту-144 який переобладнали для використання з цим двигунів був борт СССР-77105, який здійснив перший політ 30 листопада 1974 року. Рішенням ВПК № 312 від 28 листопада 1976 року було вирішено побудувати партію літаків з 6 машин обладнаних двигунами РД-36-51А.
Зразки двигунів, які в більшій мірі відповідали технічному завдання, з'явилися тільки наприкінці 1978 року.
23 травня 1978 року борт СССР-77111 виконуючи випробувальний політ зазнав аварії через загоряння трьох двигунів.
31 липня 1980 р при польоті на надзвуковій швидкості відбулось руйнування диску компресора двигуна, що призвело до серйозних пошкоджень конструкції планера. 9 червня 1981 року двигун отримав тимчасовий сертифікат льотної придатності, що дало формальне право почати експлуатаційні випробування. Одним з висновків експлуатаційної Держвипробувань стало виявлення неекономічності двигунів: витрата пального була на 3,2% більше прогнозованої. Була дана вказівка усунути цю невідповідність, яка була успішно виконана, але через 2 роки.
Після відносно тривалого безаварійного періоду 12 листопада 1981 року за 2 дні до початку експлуатаційних випробувань літака сталось руйнування двигуна РД-36-51А на стенді в Рибінську. 1 червня 1983 року виходить постанова ЦК КПРС «Про припинення робіт по літаку Ту-144Д і використанні виготовлених літаків як літаючих лабораторій». Так двигун в повітря на Ту-144 в повітря й не піднявся.

## Подальше використання
РД-36-51А — перший у світі газотурбінний двигун, призначений для здійснення тривалого надзвукового польоту без використання форсажної камери. Спрощена модифікація з нерухомим соплом для висотного літака Мясищев М-17 Геофізика отримала позначенням РД-36-51в. Двигун розвиває тягу в 68,6 кН (7000 кгс).

## Застосування
РД-36-51А
- Ту-144Д

РД-36-51В
- М-17 «Стратосфера»